# Cabas (Francia)
Cabas era una comuna francesa que estaba situada en el departamento de Gers, de la región de Occitania, que en 1821 pasó a formar parte de la comuna de Cabas-Loumassès.

## Demografía
| Gráfica de evolución demográfica de Cabas entre 1793 y 1821 |
|                                                             |

Los datos demográficos contemplados en este gráfico se han cogido de la página francesa EHESS/Cassini.